# Classe Brummer
La classe Brummer est une classe de croiseurs mouilleurs de mines construit pour la Kaiserliche Marine pendant la Première Guerre mondiale. Seuls deux navires, le SMS Brummer et le SMS Bremse, furent conçus par le chantier naval AG Vulcan de Stettin.

## Conception et construction
Dans le but de renforcer ou remplacer l'Albatross et le Nautilus, seuls croiseurs mouilleurs de mines de la flotte Allemande, le gouvernement allemand décida de mettre en chantier en 1915 deux grands bâtiments dévolus à cette tâche, mieux armés que les frêles croiseurs légers de 1906,. Les travaux de conception des navires s'achevèrent rapidement en 1914. Le Brummer et le Bremse furent lancés en décembre 1915 et mars 1916 et commissionnés en avril et juillet 1916. La décision de les construire fut aussi facilité par la présence de turbines construites pour propulser le croiseur de bataille de la marine impériale russe Navarin, dont la construction fut annulée du fait de la guerre,. Les navires ont été conçus d'après les croiseurs de la classe britannique Arethusa.

### Caractéristiques générales
Les navires avaient une longueur de flottaison de 135 mètres et une longueur hors-tout de 140,40 mètres, un faisceau de 13,20 mètres et un tirant d'eau de 6 mètres. Ils déplaçaient 4 385 tonnes en charge nominale et 5 856 tonnes à pleine charge. Leurs coques ont été construites avec des armatures en acier longitudinales. Les coques ont été divisées en vingt-et-un compartiments étanches et incorporent un double fond, s'étendant sur 44% de la longueur de la quille. Le Brummer différait légèrement, car il avait une rangée de hublots à son milieu que son sister-ship n'avait pas.
Les Brummer et Bremse étaient équipés de mâts similaires aux croiseurs britanniques de classe Arethusa et, de la même manière que les navires britanniques, ils pouvaient être abaissés et rangés sur le pont de la superstructure. L'équipage comprenait 16 officiers et 293 hommes d'équipage. Ils embarquaient plusieurs navires plus petits, dont un navire piquet, une barge et deux dinghy. Ils étaient très manœuvrables et avaient un rayon de braquage serré, ne perdant que très peu de vitesse dans une mer agitée.

### Machinerie
Ils étaient propulsés par deux turbines à vapeur, alimentées par un système mixte de deux chaudières au charbon Marine Doppelkessel quatre chaudières à tubes d'eau Öl-Marine au mazout. Les navires embarquaient 1 000 tonnes de mazout et 600 tonnes de charbon au maximum. Les turbines entraînaient une paire d'hélices à trois pales d'un diamètre de 3,20 m. Sa puissance était de 33 000 chevaux-vapeur (25 000 kW) produisant une vitesse de pointe de 28 nœuds (51,9 km/h), et une autonomie de 5 800 milles marins (10 700 km) à 12 nœuds (22 km/h) et 1 400 milles marins (2 600 km) à 25 nœuds (46 km/h). Lors des essais, le Brummer a produit 42 797 ch, et le Bremse 47 748 ch, avec une vitesse maximale de 30,2 nœuds (56 km/h) en charge légère. De temps à autre, les navires pouvaient atteindre une vitesse maximale de 34 nœuds (63 km/h),. L'électricité était fournie par deux turbo-générateurs et un diesel. La direction était contrôlée par un seul grand gouvernail.

### Armement et blindage

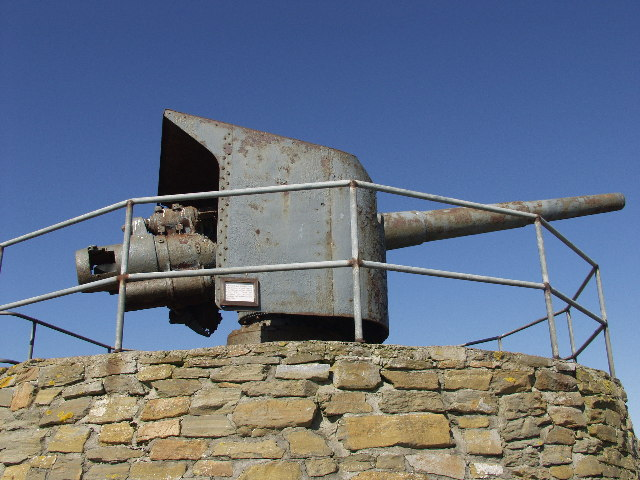
Un des canons de 150 mm du Bremse exposé à Scapa Flow.

Les navires étaient armés de 4 canons de 150 mm SK L/45 (4 x 1) montés sur un socle ; ils étaient placés sur la ligne centrale de manière à que les quatre canons puissent tirer du côté de la bordée. L'un était placé en avant sur le gaillard, un entre la première et la seconde cheminée et les deux autres disposés en tourelles superposées à l'arrière. Ces canons tiraient un obus de 45,3 kg à une vitesse à la bouche de 840 mètres par seconde. Leurs cadences étaient de 4,5 obus/min. Les canons avaient une altitude maximale de 30 degrés, ce qui leur permettait d'engager des cibles jusqu'à 17 600 mètres. Ils disposaient de 600 cartouches de munitions, pour 150 obus par canon. Leur armement secondaire se composait de 2 canons antiaériens de 88 mm SK L/45 (2 x 1) montés sur la ligne médiane à l'arrière des cheminées. Ces canons tiraient des obus de 10 kg à une vitesse à la bouche de 750 à 770 m/s, pour une cadence de 15 obus/min. Leur portée était de 11 800 mètres à 45 degrés,. Les navires comprenaient également 2 tubes lance-torpilles (2 x 1) de 500 mm, embarquant 4 torpilles 500 mm G7 montés sur une monture pivotante au milieu du navire. D'une charge de 195 kg, leur portée étaient de 4 000 mètres à 37 nœuds (68,5 km/h) et 9 300 mètres à 27 nœuds (50 km/h). Conçus sous forme de mouilleurs de mines, les navires de la classe emportaient à bord jusqu'à 450 mines marine, en fonction du type de mine. Deux rails descendaient du pont principal jusqu'à la poupe pour permettre aux mines d'être larguées derrière le navire.
Leur blindage était réalisé en acier de type Krupp. Ils étaient protégé par une ceinture blindée de 40 mm (1,6 pouce), située au milieu du navire (la proue et la poupe n'étaient pas blindées). Le pont était recouvert d'une plaque de blindage de 15 mm (0,59 pouce) d'épaisseur. Des boucliers de 50 mm (2,0 pouces) d'épaisseur protégeaient les équipages des batteries de 15 cm. Le château avait des côtés de 100 mm (3,9 pouces) d'épaisseur et un toit de 20 mm (0,79 pouce) d'épaisseur. Le blindage des magasins variait entre 15 et 40 mm d'épaisseur. Au sommet du château se trouvait une passerelle, qui menait à une chambre de navigation anti-éclats. Les trois cheminées étaient équipées d'un glacis en acier pour la protection contre les éclats d'obus.

## Navires de la classe
| Nom         | Chantier naval       | Quille        | Lancement        | Mis en service   | Fin de carrière                                            |
| ----------- | -------------------- | ------------- | ---------------- | ---------------- | ---------------------------------------------------------- |
| SMS Brummer | AG Vulcan de Stettin | 24 avril 1915 | 11 décembre 1915 | 2 avril 1916     | Sabordé à Scapa Flow le 21 juin 1919                       |
| SMS Bremse  | AG Vulcan de Stettin | 27 avril 1915 | 11 mars 1916     | 23 décembre 1916 | Sabordé à Scapa Flow le 21 juin 1919 Démoli de 1932 à 1933 |

## Historique
Leur carrière fut assez intense: Le Brummer fit partie du IIe puis du IVe groupe de reconnaissance de la Hochseeflotte. En janvier 1917, il participa avec le Bremse à la mise en place d'un champ de mines entre Norderney et Heligoland,. En octobre, il fut détaché avec son sister-ship dans l'attaque des convois et du 16 au 18, décima un convoi en coulant 8 cargos et un destroyer, un autre étant mis hors de combat. En novembre, il effectua un autre raid depuis Heligoland avec succès. En juin 1918, on le vit effectuer deux autres missions de mouillage de mines, mais il resta inactif jusqu'en novembre. Le Bremse effectua en décembre 1916 un raid au large du Fisher Bank (en), et eut l'occasion de se servir de sa DCA pour protéger le Zeppelin L44 contre des chasseurs britanniques en septembre 1917. Il fit ensuite des sorties contre le trafic marchand, puis effectua un raid sur les côtes de Norvège en avril 1918. Comme le Brummer, il fut contraint de rejoindre la base britannique de Scapa Flow après la capitulation et s'y saborda le 21 juin 1919,. Le Brummer coula à 13 h 05 ; le navire gît toujours par 36 mètres de fond et n'a pas été renfloué, contrairement à d'autres navires allemands. Le Bremse coula à 14 h 30. Il fut renfloué le 27 novembre 1929 puis démoli de 1932 à 1933 à Hoy, en Écosse.